# Ana Maria Orozco
Ana María Orozco Aristizábal (ur. 4 lipca 1973 w Bogocie) – kolumbijska aktorka, znana przede wszystkim z roli Beatriz Aurory w kolumbijskiej telenoweli Brzydula.
Jest córką aktora Luisa Fernando Orozco. Ma dwie siostry, Julianę i Veronikę, która także jest aktorką. Była żoną Juliana Arango, z którym się rozwiodła. Ma córkę Lucrecię (ur. 11 czerwca 2004).